# Antonio López de Santa Anna
Antonio López de Santa Anna Pérez de Lebrón (Xalapa (Jalapa), 1794. február 21. – Mexikóváros, 1876. június 21.) mexikói tábornok és politikus, aki nyolcszor - illetve, ha a Valentín Gómez Farías alelnökkel történt folyamatos hivatal-váltásokat is számításba vesszük az első hivatali idejében - akkor tizenegyszer, Mexikó államfője volt. (Elnöki hivatali periódusai: 1833-35; 1839; 1841-42; 1843; 1844; 1846-47; 1847; 1853-55) Öt ízben „élethosszig” tartó száműzetésbe küldték. Kormányzása gyakran rövidebb ideig tartott, mint az alkotmány szerinti hivatali idő.

## Fiatalkora
Antonio López szülei az alsó középosztályhoz tartoztak. Spanyolországból származó apja a spanyol közigazgatásban dolgozott kishivatalnokként, anyja Franciaországban született. A fiatal López 1810-ben belépett a spanyol  hadseregbe mint kadét, ahol a napóleoni háborúkban 1812-ig a hadnagyi rendfokozatig emelkedett. A spanyol katonai szolgálatban a mexikói függetlenségi törekvések megakadályozása mellett volt.

## Katonai karrierje
1821-ben megváltoztatta a véleményét és kinyilvánította a lojalitását a lázadók vezére, Agustín de Iturbide mellett. A mexikói függetlenségi háború alatt Santa Anna egy regiment ezredeseként az elsők között csatlakozott a felkelő Agustín de Iturbidehez. Tekintélye rendkívüli módon megnőtt, miután a spanyol erőket a kikötővárosból, Veracruzból sikerült neki elűznie. Iturbide ezért tábornoki ranggal jutalmazta és Veracruz kormányzójává nevezte ki.
Iturbide trónra emelése után Santa Anna ellene fordult és hozzájárult annak 1823-ban bekövetkezett bukásához. Santa Anna azokhoz a katonai vezetőkhöz tartozott, akik a Casa Mata tervet (1823. február 1.) támogatták, ami a fennálló rendszer megdöntéséhez és Mexikó köztársasággá alakításához vezetett.
A köztársaság 1824-ben történt kikiáltása után Mexikóban két politikai áramlat jött létre. A centristák, akik az egyházi vezetők, a gazdag földbirtokosok, a kreolok és a hadsereg tisztjeinek a csoportját alkották, az erősen centralizált, gyarmati kormányformát akarták megvédeni. A föderalisták, akik egy liberális, antiklerikális frakciót alkottak, ami a független tagállamok föderációját támogatta és az indián lakosságnak és más elnyomott csoportoknak több jogot akart adni. Santa Anna ugyan a római katolikus egyház nyílt ellenfele volt, de ennek ellenére a centralisták véleményét osztotta. 1824-ben a Yucatán kormányzójává nevezték ki és kidolgozott egy tervet a spanyol fennhatóság alatt lévő Kuba inváziójára, de ez a terv feledésbe merült. 
1828 decemberében részt vett az államcsínyben, amiben Vicente Guerrero ragadta magához a hatalmat. Nagy népszerűségre tett szert a spanyolok elleni harcban, amikor azok Mexikót vissza akarták foglalni. 1829-ben a spanyolok egy utolsó kísérletet tettek arra, hogy visszaszerezzék az uralmat Mexikó felett, e célból Tampicóban partra szállt egy 2600 fős támadó haderő. Santa Anna csekélyebb erőkkel vonult ellenük és több csetepatéba keveredett velük.  A  spanyolok,  akik közül sokan sárgalázban szenvedtek, 1829. szeptember 11-én kapituláltak. Ez után a siker után kapta a „Tampico hőse” és a „Haza megmentője” melléknevet.

## Politikai karrierje

### A hatalomhoz vezető út
1829-ben Santa Anna Guerrero elnöksége alatt hadügyminiszterré és a hadsereg főparancsnokává lett kinevezve. Kijelentette, hogy a politikából akar élni, „hisz az országomnak szüksége van rám”. Miután Anastasio Bustamente államcsínyt hajtott végre, Santa Anna elhatározta, hogy Guerrero elnököt kiseprűzik és ez 1831-ben a bukott elnök életébe került. 1832-ben Santa Anna a veracruzi garnizon élén felkelést szervezett Bustamante ellen. A lázadás győzelme után október 1-én Pueblában Manuel Gómez Pedrazát hirdette ki elnöknek. Az ezt követő politikai zűrzavarban Santa Anna magához ragadta a kezdeményezést és 1833 márciusában ő lett Pedraza utódja. De egészségügyi okokból áprilisban nem vette át hivatalosan az elnöki tisztet. Csekély érdeklődést mutatott az ország dolgai iránt. Az elnöki teendőket átengedte Valentín Gómez Farías alelnöknek, egy liberális reformernek, és szabad kezet engedett neki. Farías keményen dolgozott, hogy kiirtsa a korrupciót, ami a hadseregben, a tehetős földbirtokosok között és a katolikus egyházban erőteljesen jelen volt. Santa Anna 1833. május 16-án vette át néhány hétre, először az elnöki hivatalt.
Amikor ezek a körök kifejezték nemtetszésüket, az elnök 1834-ben helyettesét eltávolította, felfüggesztette az alkotmányt, felszámolta a mexikói kongresszust és így egy diktatúrát vezetett be.  Míg ennek néhány konzervatív tapsolt, más csoportokban ez jelentős rosszallást váltott ki. San Luis Potosí, Querétaro, Durango, Guanajuato, Michoacán, Yucatán, Jalisco, Zacatecas és Coahuila y Tejas (Texas) országrészekben nyílt lázadás tört ki. Többük a függetlenség kikiáltását fontolgatta (ezt Texas és Yucatán utóbb meg is tette). Santa Anna azt tervezte, hogy elsősorban a legnagyobb szövetségi államban, Zacatecasban veri le a lázadást és azután a fordul a texasi probléma felé. 1835. május 12-én legyőzte Zacatecasban a Francisco García vezette milíciát és 3000 foglyot ejtett. A hadsereg 48 óra hosszan fosztogathatta a várost. Santa Anna 1835 októberében egy szigorúan centralizált alkotmányt kényszerített Mexikóra, főleg azután, hogy Zacatecasban egy nagyobb függetlenségi megmozdulás történt.

### A texas-mexikói háború
Amikor Santa Anna 1835 őszén a szövetségi alkotmányt végérvényesen hatályon kívül helyezte, Texas is, ami a mexikói Coahuila Tejas szövetségi állam része volt, a forradalom útjára lépett. A rosszkedv 1829 óta halmozódott, amikor a mexikói kormány megtiltotta a rabszolgamunkát, de a texasi telepesek mégis a rabszolgatartás mellett voltak továbbra is. A másik ok, hogy a mexikói kormány fel akarta számolnia a nem spanyol nyelvűek betelepülését az országrészbe. Az 1820-as években a betelepülést még aktívan támogatta a kormány, mivel Texas akkor jóformán lakatlan volt, noha rengeteg termékeny földdel és jó legelővel rendelkezett. Csakhogy az új betelepülők zöme angol, míg mások francia, vagy egyéb nemzetiségűek voltak és az Egyesült Államokból érkeztek. Santa Anna joggal tartott Texas elidegenedésétől, míg a szabad betelepülést az amerikaiak, akik további földeket akartak, elutasították.
1835 végén a feszültség a texasi amerikaiak és a mexikói kormány között eszkalálódni kezdett, s nyílt összecsapások vették kezdetüket. A texasiaknak a mexikói hadsereg egységeit sikerült visszaszorítaniuk a Rio Grande mögé. A texasi vezetők eleinte kinyilvánították hűségüket a korábbi mexikói alkotmányhoz és elítélték Santa Anna tetteit. Mikor nem sikerült megoldást találni a viszály rendezésére 1836. március 2-án Texas kihirdette a Mexikótól való függetlenségét. Santa Anna, nehogy az amerikaiak közbe lépjenek gyorsan összevont egy 7000 katonából álló hadsereget és bevonult Texasba.
Alamóban, egy régi spanyol erődítményben San Antonionál a mexikói sereg egy része ostrom alá vette az oda behúzódott texasi milicistákat. Az erődöt 1836. március 6-án foglalták el és minden túlélő férfi védőt megöltek. Egy további mexikói vérfürdő következett Golidban (a mai Goliad megyében), amit Santa Anna egyik tábornoka José de Urrea művelt. Sam Houston, a texasi kötelékek főparancsnoka ez alatt friss erőket gyűjtött a hátországban és 1836. április 21-én legyőzte a mexikói hadsereget a San Jacintó-i csatában, a mai Deer Park-nál, Harris megyében. A texasiak a csatát számbeli hátrányuk ellenére 18 perc alatt megnyerték; több mint 600 mexikói meghalt és 730 esett fogságba. A csata emlékére emelték a San Jacinto emlékművet. A csata utáni napon fogságba került az államfő, Santa Anna (kb. 2 hónapig volt Houston tábornok fogságában), majd Washingtonba engedték, ahol Andrew Jackson elnök fogadta és Texas problémájáról további vitákat folytattak. De már útban a főváros felé Santa Anna mégis arra kényszerült, hogy Velascóban aláírjon egy egyezményt, ami függetlenséget adott Texasnak.
Míg Santa Anna fogsága tartott új mexikói kormány jött létre, amely nyilatkozatában elutasította a Velascóban kötött egyezményt. Ezt később Santa Anna is ratifikálta.
A tárgyalások Jacksonnal eredménytelenül végződtek és így a prominens mexikói hadifoglyokat amerikai haditengerészeti kísérettel Veracruzba engedték, amire Santa Anna visszatért a haciendájára.

### Megújított elnöksége
Az 1830-as években Mexikó mind az USA, mind pedig az európai nagyhatalmak érdeklődésének a középpontjában volt. Franciaország háborút indított Mexikó ellen 1838-ban (cukrászdaháború), mert nézeteltérések támadtak az államadósság kapcsán. Santa Anna próbált tőkét kovácsolni a konfliktusból. A Mexikóba behatoló francia egységek bár egyértelműen katonai győzelmet arattak, de Santa Anna egészen másképp értelmezte az eseményeket szónoklataiban. A Veracruz francia elfoglalásánál lezajlott lezajlott lövésváltást mint grandiózus győzelmet mutatta be. Állítása szerint ennél a csetepaténál egy ágyúgolyó a lábszárát eltalálta, amit már nem lehetett megmenteni. Santa Anna arra az illusztris gondolatra jutott, hogy az amputált lába számára egy síremléket építtet. A lábszára katonai tiszteletadással lett eltemetve. Ettől kezdve nyilvános fellépésein a falábát mint az országért mutatott áldozatkészségének szimbólumát, a lova feje felett tartotta.
A valóságban Santa Anna szülőhelye közelében vívott csatát a francia expedícióval és ott veszítette el a lábát. De bárhogy is történt a háborús sérülése meghozta neki a sikert. Amikor franciák elvonultak szemlét tartott a csapatai felett és mindenekelőtt Bustamantét, a hivatalban lévő elnököt támogatta, akit már egyszer 1832-ben megbuktatott.
1841-től (rövid megszakításokkal) újra korlátlan hatalommal rendelkező elnök lett. Második uralkodása még diktatórikusabb volt, mint a megelőző, és 1842-ben diktatórikus hatalommal ruházta fel saját magát. A mindig magasabb adóterhek az országban elégedetlenséget váltottak ki. Egyes szövetségi államok egyszerűen leállították az üzleti forgalmat a központi kormányzattal. Sőt, Yucatán és Laredo odáig ment, hogy független köztársaságnak nyilvánította magát (Yucatáni és Rio Grande-i Köztársaság néven). 1844 decemberben az ellenzék elérte, hogy Santa Anna belátta, a polgárháború elkerülése érdekében le kell mondania az elnökségről és egy nagylelkű nyugdíjjal száműzetésbe kell mennie. A mexikói kongresszus felségárulás miatt életfogytiglani száműzésre és 3 millió pesora becsült vagyonának elkobzására ítélte, miután Kubába menekült.

### Mexikói-amerikai háború
1845-ben Texas köztársaságot felvették az Egyesült Államokba. Ezután Mexikó és északi szomszédja között megnőtt a feszültség. Egy háborús összeütközés vetítette előre az árnyékát. Santa Anna szerepe ebben a politikai helyzetben átláthatatlan volt. Az országból kiutasított államférfi 1846 elejétől Havannában titkos megbeszéléseket folytatott James K. Polkkal, az amerikai elnök megbízottjával. Santa Anna ajánlata így szólt: Ha az Egyesült Államok őt Mexikóban újra a hatalomba segítené és a vitatott területekért 30 millió dollárt fizetne, akkor ő az országa elfoglalásához egy stratégiai tervet nyújtana át és mint legfelsőbb mexikói parancsnok titkon együttműködne az Egyesült Államokkal. 
1846 áprilisában az amerikai egységek elfoglalták a Rio Grandétól északra fekvő mexikói területet, ami az ő interpretációjukban Texashoz tartozott. Ezzel az USA a háborút szándékozta kiprovokálni Mexikóval. Április 25-én lőttek a mexikóiak először amerikai katonákra, amire 1846. május 13-án Washington hadat üzent Mexikónak.
Santa Anna levelet írt Mexikóvárosba, melyben azt hangoztatta, hogy nem törekszik az elnökségre, de katonai tapasztalataival az ország mellé akar állni, hogy sikerrel harcoljon a támadók ellen, hasonlóan ahhoz, ahogy a múltban is tette a spanyolok és a franciák ellen. Gómez Farías elnök eléggé gyanútlan és jóhiszemű volt, s elfogadta az ajánlatot és engedélyezte a kiutasítottak hazatérését.
1846 augusztusában Santa Annát a pártja hazahívta és az ideiglenes kormány generalisszimusszá nevezte ki. Ő a titkos megbeszélések szerint átcsúszott Veracruz előtt az amerikai tengeri blokádon és 1846. szeptember 15-én bevonult Mexikóvárosba. Az USA pontosan az ő haditerve szerint járt el. A mexikói kikötők blokádja és az amerikai csapatok előrenyomulása Monterrey-en át Saltillo felé, Santa Anna ötlete volt. A visszahozott elnök Mexikóra újra mint magántulajdonára tekintett és hadseregének vereségét szándékozott elérni, melynek érdekében a hadi cselekményekkel egyidejűleg a háborús ellenféllel titkos tárgyalásokat folytatott.
Ámbár 1847. február 22-én és 23-án el kellett fogadnia Buena Vista-nál a vereséget a Zachary Taylor tábornok vezette amerikaiaktól, a mexikóiak őt mégis elnökké választották. Miután 1847. április 18-án Winfield Scott tábornok Cerro Gordónál újból megverte, Santa Anna diktátorrá neveztette ki magát, hogy a békepárt ne alakíthasson kormányt. Amikor Scott 1847. szeptember 15-én mégis bevette a mexikói fővárost, a mexikói államfő Jamaicába menekült. 1853-ban hagyta el Kingstont és a kolumbiai Turbacóba ment.
Az amerikai egységek Veracruznál történt partraszállása után előbb az USA javára fordult a kocka, Santa Anna mégis folytatta kettős játékát, hogy a „hazafi” nimbuszát elnyerje. Az 1848. február 2-i, 1848. május 30-án ratifikált Guadalupe Hidalgo szerződés Mexikó számára korábbi északi országrészének, államterülete 2/5-ének elveszítését eredményezte, ezért is találkozott Santa Anna heves tiltakozásával. Mindazonáltal Kubában félreérthetetlenül beleegyezett az amerikaiaknak ebbe a háborús célkitűzésébe.

### Visszatérés Mexikóba
1853-ban a növekvő anarchia eredményeként a lázadó konzervatívokat és az energikus Santa Annát, utolsó elnöksége után hat esztendővel visszahívták, hogy a kormányhatalmat visszaszerezzék. Azután, hogy a nyugalmat az országban újra helyreállította, 1853. december 17-én Mexikó örökös elnökének nyilvánította magát élete végéig és 1855 augusztusáig diktátori hatalommal. Ez volt Santa Anna nyolcadik és egyben leggátlástalanabb elnöksége.
1854. január 30-án Santa Anna kiadott egy hajózási rendeletet, ami négy hónappal később lépett hatályba. Ennek a tartalma az volt, hogy külföldi árukat alapvetően csak mexikói hajókon szabad az országba szállítani. Kivételt csak a Mexikóval kölcsönösségi alapon szerződésben megállapodott országok zászlója alatt közlekedő hajók képeztek. Minden más hajó az árutonnánkénti díjat és a kikötői illetéket kétszeres mértékkel volt köteles megfizetni.
De ez az uralkodása se volt jobb, mint a korábbiak. Santa Anna a kormánypénzeket a saját zsebébe irányította, a háttérben további állami területet bocsátott áruba az USA-nak (10 millió dollárért adta el a Mesilla-völgyet, a mai Arizona déli részét) és „legfőbb főméltóságú úr”-nak szólíttatta magát. Santa Anna ellenfelei már 1854. március 1-én az Ayutla-tervben megállapodtak a hatalomból történő elmozdításáról. 1855-ben maguknak a konzervatívoknak lett végleg elegük Santa Annából, annak ellenére is, hogy a lojalitásuk biztosítása érdekében a hadsereget nagyvonalúan támogatta. A liberálisok egy csoportja, amit Benito Juárez és Ignacio Comonfort vezetett, megdöntötte a diktátor hatalmát, aki újra Kubába menekült. Amikor a korrupciójának mértéke ismertté vált, árulás miatt távollétében elítélték és összes mexikói tulajdonát elkobozták.

## Az utolsó évek
Santa Anna a következő években száműzetésben Kubán, az Egyesült Államokban, Kolumbiában és az akkoriban dán fennhatóság alatt lévő Karib-tengeri szigeten, Saint Thomason tartózkodott. 
Santa Anna elismerte a Mexikói Császárságot a Habsburg I. Miksa uralma alatt, s ezért őt felkérték a Mexikóba történő visszatérésre, hogy erősítse meg Miksa helyzetét. Így Santa Anna 1864-ben ki lett nevezve császári birodalmi marsallnak. Mivel a franciák, akik I. Miksa császár uralkodása alatt az ország tulajdonképpeni urai voltak, nem bíztak Santa Annában, postafordultával újra kiutasították az országból. Azért, mert ő 1867-ben a császárság erőszakos megdöntése után kísérletet tett a mexikói hadsereg maga mellé állítására és a hatalom újbóli megszerzésére, Santa Annát a Yucatán-félszigeten letartóztatták és fogságba vetették, de hamarosan elengedték. Az újbóli felemelkedésére szőtt kísérlete így nem volt sikeres.

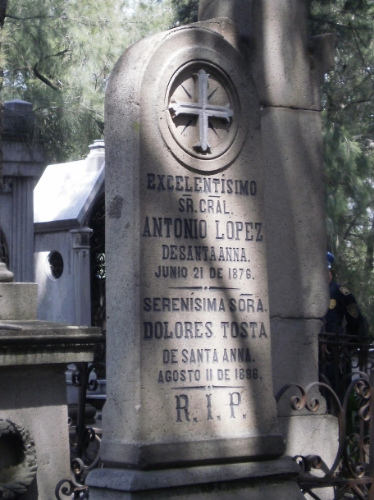
Santa Anna sírja

Az exdiktátornak csak 1874-ben, egy általános amnesztia keretében engedélyezték a hazájába történő visszatérést. Megnyomorodva és a szürkehályogtól majdnem megvakulva nem tekintette a kormány személyét már fenyegetésnek. Két évvel később, 1876. június 21-én Mexikóvárosban, szegényen és elfeledetten halt meg és katonai temetéssel helyezték örök nyugalomra a Panteón del Tepeyac temetőben.

## Magánélete
1825-ben vette feleségül Inés Garcíát, s házasságukból négy gyermekük született. Felesége 1844-ben bekövetkezett halála után új házastársa a 15 éves María Dolores de Tosta lett, akivel alig élt együtt. Ez a házasság gyermek nélkül maradt. A végrendeletében négy házasságon kívüli gyermeket is elismert.
Santa Anna egy New York-i tartózkodásán találkozott Thomas Adams fotográfussal és feltalálóval. A tábornok bátorította őt, hogy gondolkodjon a mézga egyéb felhasználási lehetőségeiről és 1869-ben ebből a célból egy nagy csomó mézgát adott el a feltalálónak Mexikóból. A feltaláló az addig használt rágógumit tökéletesítette és létrehozta a világ első rágógumi gyárát.
Santa Annáról ismert, hogy szenvedélyes híve volt a kakasviadaloknak. Tízezer dollárt adott ki egy díjnyertes kakasért.

## Fordítás
- Ez a szócikk részben vagy egészben  az   Antonio López de Santa Anna című német Wikipédia-szócikk ezen változatának fordításán alapul.  Az eredeti cikk szerkesztőit annak laptörténete sorolja fel. Ez a jelzés csupán a megfogalmazás eredetét és a szerzői jogokat jelzi, nem szolgál a cikkben szereplő információk forrásmegjelöléseként.